# الاقتصاد القائم على الموارد

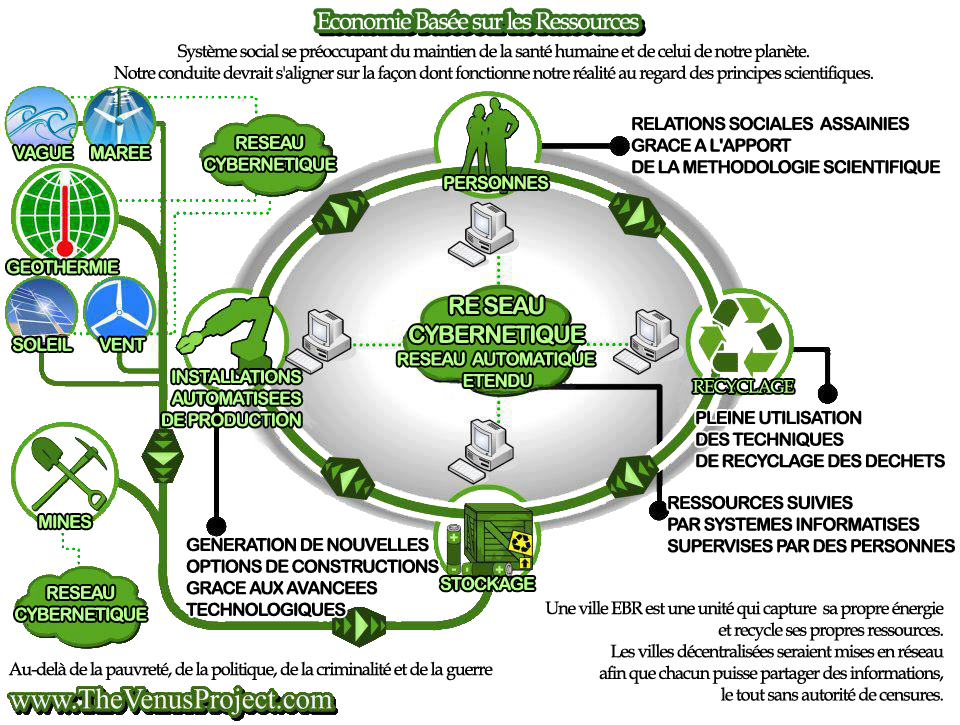

الاقتصاد القائم على الموارد أو الاقتصاد القائم على الموارد الطبيعية هو اقتصاد البلد الذي يأتي ناتجه القومي الإجمالي أو الناتج المحلي الإجمالي إلى حد كبير من الموارد الطبيعية.